# یئو گک هوات
یئو گک هوات (انگلیسی: Yeo Gek Huat؛ زادهٔ ۱۹۳۱) بازیکن بسکتبال اهل سنگاپور بود. وی در بازی‌های المپیک تابستانی ۱۹۵۶ شرکت کرده‌است.